# Muntele Aydos
Muntele Aydos (în turcă Aydos Tepesi) este un munte din nordul districtului Kartal din Istanbul.